# 2679 Кіттісваара
2679 Кіттісваара (2679 Kittisvaara) — астероїд головного поясу, відкритий 7 жовтня 1939 року.
Тіссеранів параметр щодо Юпітера — 3,375.